# With You
«With You» —en español: «Contigo»— es una canción de la artista estadounidense Jessica Simpson que figura en su tercer álbum de estudio, In This Skin. Se lanzó el 16 de septiembre de 2003 a través de Columbia Records como el sencillo principal de dicho álbum y fue compuesto por Billy Mann, Andy Marvel y Jessica Simpson. Con ello, «With You» se convirtió en el séptimo y en el cuarto sencillo de Simpson en los Estados Unidos y el Reino Unido, respectivamente.
La letra de «With You» trata sobre el deseo de Jessica a estar con su esposo. «With You» tuvo un recibimiento absolutamente positivo por parte de los críticos, quienes la catalogan como una de las mejores canciones de la década. La canción dura tres minutos y doce segundos. Musicalmente, es una canción pop a medio tiempo. De acuerdo con la partitura publicada en Musicnotes.com por EMI Music Publishing, la canción contiene instrumentos como el piano y la guitarra.
El video musical de «With You» fue dirigido por Elliott Lester mientras Simpson estaba en reality show, Newlyweds: Nick and Jessica, recibió dos nominaciones en los MTV Video Music Awards 2004 y gozó de un gran éxito comercial. Por parte de los críticos el video obtuvo un gra acojo, Stylus Magazine expreso que el video era dulce y a la vez sensual, una mezcla perfecta en un video musical.
«With You» se posicionó en el top 20 en las listas musicales de canciones de Australia, los Estados Unidos, Irlanda, Noruega y el Reino Unido; ingresó al top 20 en Nueva Zelanda, y Romania. Se convirtió en el sencillo más exitoso de In This Skin y en uno de los sencillos más exitosos y representativos de Jessica Simpson, junto a "I Wanna Love You Forever", "I Think I'm In Love With You" y "These Boots Are Made for Walkin'".
«With You» ha vendido más de cinco millones de copias alrededor del mundo, lo que le convierte en uno de los sencillos de mayor éxito comercial a nivel mundial. Su lanzamiento como sencillo fue muy bien acogido, entrando al repertorio de Estados Unidos, Billboard Hot 100, antes de su emisión oficial. La canción es el cuarto hit de Jessica, tanto en los Estados Unidos como a nivel mundial.

## Información de la canción

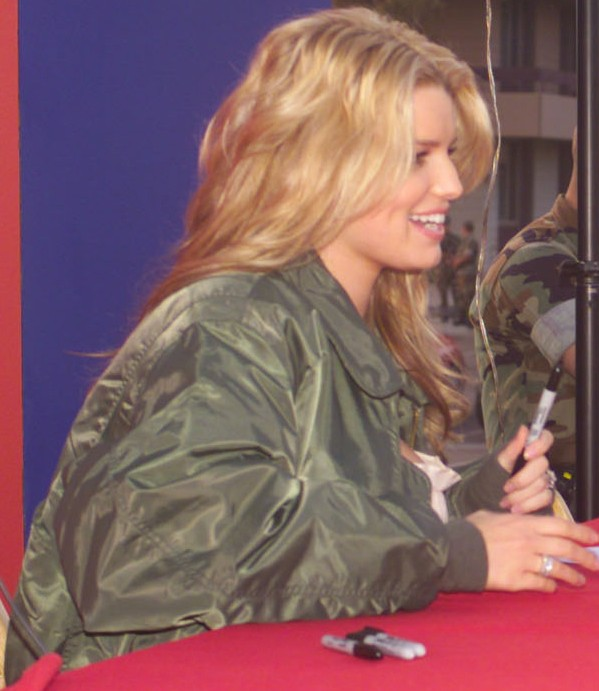
Simpson en 2004.

La canción «With You» compuesta en la nota Si menor, fue coescrita en el 2003 por Billymann, Andy Marvel, Simpson y producido por Andy Marvel y Billyman. Esta fue la primera canción que coescrito Jessica. El tema fue grabado en California, Estados Unidos. «With You» es una canción pop a medio tiempo, una dulce, balada construida principalmente sobre la base de una melodía de pianoy la guitarra. La canción cuenta con un óptimo desempeño vocal de Jessica Simpson, quien canta utilizando eficazmente una de las notas musicales más bajas que ha grabado, E3.
La letra de «With You» está escrita en primera persona, en el formato verso-estribillo y trata sobre el deseo de Jessica a estar con su esposo. «With You» tuvo un recibimiento absolutamente positivo por parte de los críticos, quienes la catalogan como una de las mejores canciones de la década. La canción dura tres minutos y doce segundos. «With You» es una balada, creada sobre la base de acordes sofisticados y a surcos sonoros más nítidos.
En la canción la intérprete canta sobre estar enamorada de un chico, a través de líneas como: I start thinking about it/ I almost forgot what it was like/ To know what it feels like/ Cause with you/ I can let my hair down/ I can say anything crazy/ I know you'll catch me right before I hit the ground/ With nothing but a T-shirt on/ I never felt so beautiful/ Baby as I do now/ Now that I'm with you/ With you, with you, with you/ Now that I'm with you —en español: Empiezo a pensar en eso/ Casi olvido como era/ Saber lo que se siente/ Por que contigo
Puedo echar una cana al aire/ Puedo decir cualquier cosa loca/ Sé que me atraparás antes de tocar el suelo/ Con nada más que una camiseta puesta/ Nunca me sentí tan hermosa/ Nene, como me siento ahora/ Ahora que estoy contigo/ Contigo, contigo, contigo/ Ahora que estoy contigo.

## Video musical

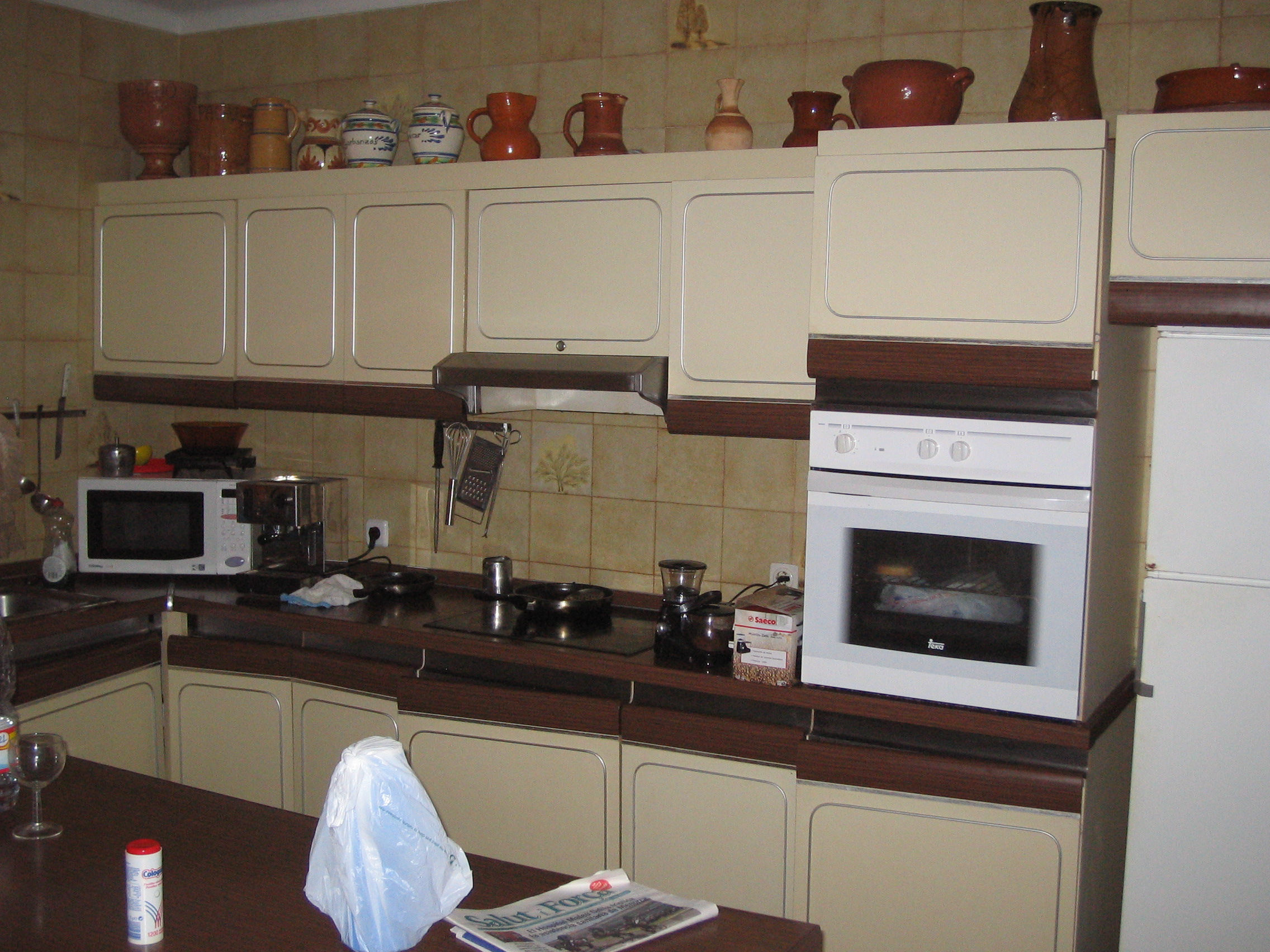
El video musical de "With You" fue rodado en su totalidad en la cocina de la mansión de Simspon.

### Grabación
En septiembre de 2003, Columbia Records comenzó a listar los preparativos de la grabación del video musical. El video musical de «With You» fue dirigido por director norteamericano Elliott Lester.

### Sinopsis
Debido a gran éxito del reality show Newlyweds: Nick and Jessica, y el acojo que recibía Simspon por parte del público estadounidense, se decidió grabar en la mansión donde se filmaba el reality show, ella comienza lavado los platos usando demasiado líquido lavavajillas y limpindo el piso de la cocina de manera incómodo. A su veces Jessica se burla de ella misma, al recordar el momento donde ella estaba comiendo a una lata de pollo del atún Mar, le preguntó Nick "¿Es esto pollo, lo que tengo, o es pescado? Sé que es atún, pero dice "Pollo ... del mar". En el video Jessica expresa que no es fácil adaptarse a su vida de ama de casa.

### La recepción y el impacto
Se estrenó en MTV, a finales de octubre de 2003. El video musical de "With You" tuvo un gran éxito en programas de canales musicales, como Total Request Live de MTV y MuchMusic; el 20 de enero de 2004 este debutó en el Total Request Live, en el cual se posicionó n.º 1 durante dieciséis días y fue enviado al retiro luego de cumplir cincuenta días de permanencia; el video musical también se posicionó n.º 1 en MuchMusic y fue nominado en cuatro categorías en los MTV Video Music Awards 2004 —Mejor video musical Femenino, y Mejor video musical Pop. En 2009, el video fue subido a la cuenta oficial de Simpson en Vevo, y hoy en día cuenta con más de 10 000 000 +.

## Comercial

### América
Estados Unidos

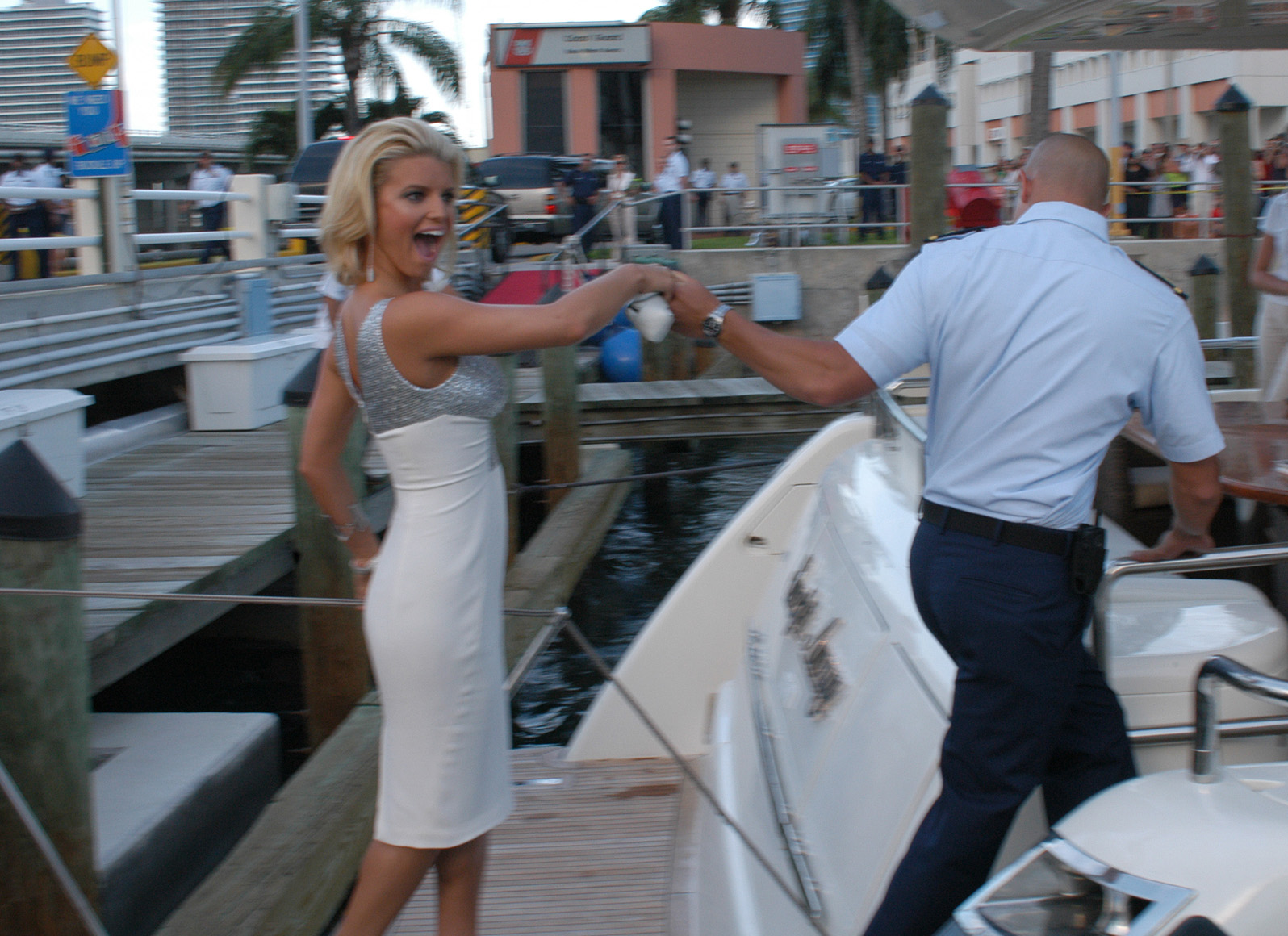
Jessica Simpson llegando a la entrega de los MTV Video Music Awards 2004, donde fue nominada dos veces por With You.

En los Estados Unidos "With You" debutó la semana del 1 de diciembre de 2003 en la posición número 86 del Billboard Hot 100, en la que marcó el mejor debut de la semana. Luego de once ascensos consecutivos, la semana del 20 de marzo de 2004, "With You" se posicionó número 14 en el Hot 100, donde se convirtió en el tercer sencillo top 20 de Jessica Simpson, y en el primero de ellos después de "Irresistible", el cual alcanzó la misma posición en el año 2001.
Por su parte, durante toda la promoción de su segundo sencillo, In This Skin permaneció fuertemente —salvo por una semana— en el top 40 del Billboard 200, donde incluso reingresó por quince semanas consecutivas al top 10.
Al igual que sólo dos de los sencillos anteriores más exitosos de Jessica Simpson: "I Think I'm In Love With You" y "Irresistible"; "With You" obtuvo un gran éxito en Mainstream Top 40, se posicionó número 1 en dicha lista, dado a su gran éxito en las radios del país norteamericano.
Por su parte, "With You" marcó el inicio de una nueva era para Jessica Simpson en el mercado musical estadounidense, pues desde su lanzamiento, los sencillos posteriores más exitosos de la cantante —como "Take My Breath Away" y "These Boots Are Made for Walkin'"— serían certificados solo por sus ventas de descargas digitales y no por sus ventas materiales.

### Europa
"With You" tuvo un gran éxito en Europa. Se posicionó en top 15 de las listas musicales de canciones de Irlanda, Noruega y el Reino Unido; e ingresó al top 40 de las de Hungría.
En Europa "With You" registró ventas de 699 000 copias, con las cuales se convirtió en el sencillo de mayor éxito comercial de In the Zone en la región. Sus ventas registradas en el Viejo Continente, representaron el 16,9% de las ventas totales certificadas por el sencillo a nivel mundial. En el Reino Unido, el principal mercado musical europeo de habla inglesa, 160 000 de las 699 000. Irlanda "With You" vendiera 125 000 copias.

### Oceanía
Al igual que en el resto de los continentes, en Oceanía "With You" tuvo un gran éxito. Este debutó directamente en la posición número 4 de la lista musical de sencillos de Australia, donde se convirtió en el tercer sencillo en logra posicionarse en el top 10 de su carrera, e ingresó durante un período de once semanas no consecutivas al top 50 de la lista musical de sencillos de Nueva Zelanda, donde se convirtió en el cuarto sencillo más exitoso de Jessica Simpson en el país.
Sólo en Oceanía, "With You" registró ventas de 77 500 copias certificadas en los dos mercados musicales más importantes del continente. En Australia, este fue certificado de Platino por la ARIA, mientras que en Nueva Zelanda, "With You" no fue certificado por la RIANZ.

## Presentaciones
«With You» ha sido incluida en los repertorios de diez tours de Jessica Simpson, los que corresponden a todos los tours que la cantante ha realizado desde el lanzamiento de la canción como sencillo. Dichos tours son:
- MTV TRL Tour
- Reality Tour
- Bob That Head Tour

## Créditos
- Voz por Jessica Simpson
- Escrita por Billy Mann, Andy Marvel, Jessica Simpson.
- Producida por Billy Mann, Andy Marvel.
- Grabada en Los Ángeles, California, Estados Unidos.

## Lista de canciones
- 1. 1. «With You»
- 2. 2. «Sweetest Sin»

CD 1
- 1. 1. «With You» (Álbum Versión)3:12
- 2. 2. «Fly» (Álbum Versión) 3:32

CD 2
- 1. 1. «With You» (Álbum Versión)
- 2. 2. «With You» (Acoustic Version)
- 3. 3. «Where You Are» (Edit Version)
- 4. 4. «With You» (Video)

Sencillos importantes
- 1. 1. «With You»
- 2. 2. «Irresistible»
- 3. 3. «I Wanna Love You Forever»

## Remixes
- «With You» [Álbum Versión] - 3:12
- «With You» [Radio Edit] - 3:09
- «With You» [Acoustic Version] - 3:15
- «With You» [Joy Basu Remix] - 2:22
- «With You» [Mike Rizzo Global Radio Remix] - 3:36

## Posicionamiento
| Listas (2001)                              | Mejor posición |
| ------------------------------------------ | -------------- |
| Australia (ARIA)                           | 4              |
| Europa (European Hot 100)                  | 25             |
| Estados Unidos (Billboard Top 40 Tracks)   | 4              |
| Estados Unidos (Billboard Adult Pop Songs) | 23             |
| Estados Unidos (Billboard Radio Songs)     | 15             |
| Estados Unidos (Billboard Pop Songs)       | 1              |
| Estados Unidos (Billboard Hot 100)         | 14             |
| Estados Unidos (ARC Weekly Top 40)         | 1              |
| Hungría (Mahaz)                            | 23             |
| Irlanda (IRMA)                             | 11             |
| México (México Single 100)                 | 41             |
| Nueva Zelanda (RIANZ Singles Chart)        | 39             |
| Noruega (Norwegian Singles Chart)          | 11             |
| Reino Unido (UK Singles Chart)             | 7              |
| Rumania (Music & Media)                    | 35             |
| Ucrania (FDR Charts)                       | 7              |
| Venezuela Top Anglo (Record Report)        | 26             |

## Certificación
| País           | Certificación | Venta     |
| -------------- | ------------- | --------- |
| Estados Unidos | Oro           | 1 000 000 |
| Australia      | Platino       | 70 000    |

| Predecesor: 'The Way You Move' de OutKast Featuring Sleepy Brown | Billboard Pop Song 6 de marzo de 2004 - 13 de marzo de 2004 | Sucesor: Toxic de Britney Spears |

| Predecesor: 'The Way You Move' de OutKast Featuring Sleepy Brown | ARC WEEKLY TOP 40 28 de febrero de 2004 - 13 de marzo de 2004 | Sucesor: My Immortal de Evanescence |